# Боднарчук Леонід Іванович
Боднарчук Леонід Іванович (нар. 13 січня 1938, Середня Кудеча — 24 березня 2015) — український вчений-біолог.
Професор (1991), член-кореспондент НААН (Відділення зоотехнії), засновник та перший директор Національного наукового центру «Інститут бджільництва ім. П. І. Прокоповича» ; засновник національного музею бджільництва; президент Спілки пасічників України; голова Національної асоціації «Укрбджолопром»; президент Асоціації апітерапевтів України; Член ради Слов'янської та Придунайської спілок бджолярів; один з засновників МГО «Земляцтво житомирян»; член редколегії журналів «Пасіка», «Український пасічник», «Трибуна» та головний редактор міжвідомчого тематичного журналу «Бджільництво».

## Біографія
Народився у селі Середня Кудеча, Могочинський район, Читинська область у сім'ї учителя. Його батько, Іван Федорович, у роки сталінських репресій, за доносом був заарештований, засуджений і висланий у Сибір. На каторзі зустрів майбутню дружину, 19-річну Катерину Баранівську, яка подарувала йому двох діточок — Леоніда та Людмилу.  В 1949 році сім'я Боднарчуків, відбувши термін заслання, виїхала в Україну на Житомирщину, де Леонід Іванович закінчив середню школу.
Сім'я дуже бідувала. Батько вмів грати на скрипці. Леонід теж хотів мати скрипку, але родина спромоглася на мандоліну, бо вона була найдешевшою. Він грав на всіх струнних інструментах у школі. Студентом навіть керував оркестром народних інструментів у сільськогосподарській академії, де навчався на зоотехнічному факультеті.
У 1989 році главк науки Міністерства сільського господарства УРСР запросив Л. І. Боднарчука на посаду директора ще не існуючого тоді інституту бджільництва. За короткий час ННЦ став одним з найбільших в світі науково-дослідних закладів в галузі. За ініціативою Л. І. Боднарчука при  Інституті бджільництва створено єдиний в Україні музей бджільництва, який є гордістю України, і за твердженнями авторитетних зарубіжних учених і практиків є одним з найкращих у світі.[джерело?] Всі знають, що чимало експонатів роздобув, випросив, виблагав, викупив Леонід Іванович Боднарчук.  
«Бджолина» тема своєрідно проходила через  усе його життя: він колекціонував значки і марки з  бджільництва, зберігав батьківський вулик, став директором Інституту бджільництва імені П. І. Прокоповича і зробив музей бджільництва, як подарунок батькові.  10 років життя пішло на те, щоб поставити на ноги Інститут, де Він, без перебільшення, днював і ночував, не нарікаючи на втому, на перевантаженість, на скрутні обставини, в які не раз потрапляв.
При облаштуванні території стало йому в пригоді і  вміння малювати, і те, що розумівся на будівельній справі. У 90-ті, настав такий час, коли нічого не потрібно було погоджувати ні в райкомі партії, ні у виконкомі. Одну ферму відрізав, іншу укоротив, впорядкував майдан на центральній садибі. Брав будівельні бригади із Західної України, купував по 70 тон хліба і розраховувався з робітниками, їздив по селах, де були знайомі голови колгоспів, купував кури, яйця, щоб нагодувати робітників, бо зарплата «не світила» по півроку. До наукової співпраці залучив своїх колег з Інституту зоології, фахівців із бджільництва. Вони влаштовували весь час суботники, бо роботи було по самісінькі вінця. Деякі підприємливі ділки не раз пропонували йому здавати територію в оренду, збудувати тут бензоколонку, розмістити приватні структури, але Боднарчук не пішов на це і тим зберіг інститут, його незалежність.
Левко Лук'яненко сказав про директора Інституту бджільництва: це унікальна людина, яка немов та бджілка, робить добро на землі. 

### Родина
Українець; батько Боднарчук Іван Федорович (1901–19) — вчитель; мати Катерина Йосипівна (1912–19) - робітниця; сестра Людмила, дружина Віолета Абросимівна (1940) — медробітник, пенс.; син Геннадій (1962) — зав відділом, ННЦ «Інститут бджільництва ім. П. І. Прокоповича».

### Освіта
Українська сільськогосподарська академія, зоотехнічний факультет (1956—1961); кандидатська дисертація «Летно-опылительная и сигнальная деятельность некоторых рас пчел в условиях теплиц» (1974);

### Детальна трудова біографія
- 09.1956 — 05.1961 — студент Української сільськогосподарської академії, зоотехнічний факультет;
- 05.1961 — 04.1962 — старший зоотехнік овочево-молочного радгоспу «Бучанський»;
- 05.1962 — 08.1969 — молодший науковий співробітник інституту зоології НАН;
- 08.1969 — 10.1974 — старший науковий співробітник опорного пункту Української дослідної станції бджільництва "Пуща-Водиця;
- 10.1974 — 04.1981 — старший науковий співробітник інституту зоології ім. І. І. Шмальгаузена НАН України;
- 04.1981 — 07.1988 — завідувач лабораторії відділу екології комах-запилювачів інституту зоології ім. І. І. Шмальгаузена НАН України;
- 07.1988 — 06.1989 — заступник директора з наукової роботи інституту зоології ім. І. І. Шмальгаузена НАН України;
- 06.1989 -12.2000 — директор науково-дослідного та технологічного інституту бджільництва Держагропрому УРСР;
- 12.2000 — 06.2012— директор Національного наукового центру «Інститут бджільництва ім. П. І. Прокоповича» НААН;
- 06.2012 — 03.2015 — радник при дирекції ННЦ «Інститут бджільництва ім. П. І. Прокоповича».

### Наукова робота
Автор (співав.) 380 наукових праць, в тому числі 10 монографій, 7 винаходів.
У 1981 році брав участь в  експедиції 24 рейсу науково-дослідного судна «Академик Вернадский» до Індійського океану, а в 1986 р. був  учасником 33-го рейсу до Атлантичного океану.

## Нагороди
- Орден «За заслуги» I, II та III ступеня (2003, 2008, 2009)
- Почесна грамота Президії НААН
- Почесна грамота Кабінету Міністрів України
- Заслужений працівник сільського господарства (з 01.1998) — за багаторічну плідну наукову і педагогічну діяльність
- медаль «Ветеран труда» (1987)

## Меценатська діяльність
Створення експозицій музею бджільництва.
Церква